# ドーナツターン

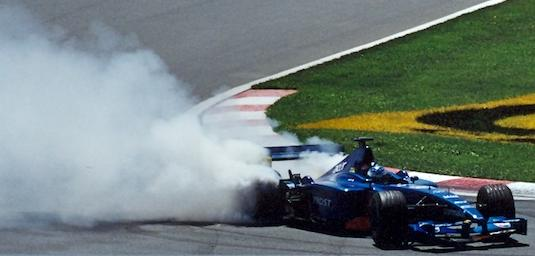
2001年カナダグランプリでドーナツターンを行うジャン・アレジ

ドーナツターンは車両の運転技術の一つである。

## 概要
車両の前輪または後輪を軸として車体を連続的に回転させ、ゴムによる円形のタイヤ痕（ブラックマーク）を路面に付ける。摩擦によりタイヤから煙が出ることもある。

ドーナツターンは、濡れた路面または凍結した路面ではより容易に行うことができる。オーストラリアのアウトバック地域では、「サークルワーク」とも呼ばれ、en:Bachelor and Spinster Ballsでしばしば行われる。
ドーナツターンを行うことには危険を伴うことがある。サスペンションと駆動系に負担が掛かり、制御不能な機械的損傷を起こすことがある。タイヤも激しく傷むため、突然空気圧を失ったり、バーストしたりする恐れがある。
レーシングドライバーはしばしば、自らの勝利を祝うため、またファンを喜ばせるためにゴール後にドーナツターンを行うことがある。NASCARではデイル・アーンハート、WRCではコリン・マクレー、CARTではアレッサンドロ・ザナルディが各カテゴリーでドーナツターンを行い始めた。
変わった例としては、2006年トリノオリンピックの開会式で、ルカ・バドエル（当時スクーデリア・フェラーリ所属）がフェラーリ・F2005に乗って登場し、五輪マークにちなんでドーナツターンを披露したことがある。
ドライバーがレース終了後にドーナツターンを行うことは、レース後の車検・表彰式等の進行を遅らせる要因となるほか、特にトラック上で行った場合まだサーキットを走行中の他の車両に危険が及ぶ恐れがあるため、ペナルティの対象となることが多い。例えばセバスチャン・ベッテルは、2013年インドグランプリ優勝時にサーキットのホームストレート上でドーナツターンを行ったことで戒告処分を受けている。ただしF1においては、2014年より「他のドライバーやオフィシャルに危害を加えない（事実上は、サーキットのトラック上ではなく、ランオフエリア等でターンを行うことを指す）」「表彰式を遅らせない」などいくつかの条件を満たす場合にドーナツターンが容認されることになった。
WRCでは2002年スペインで行われたラリー・カタルーニャで、チームプジョー・スポールのジル・パニッツィがプジョー206WRCで競技区間であるSS15途中のヘアピンカーブで競技中にドーナツターンを行っている。ジルはそれまでのSSで高順位を得てトップを維持しており、当然このSSではタイムを落とすが、その後のSSでもトップタイムを連発し、結果ラリー・カタルーニャで優勝している。
なお、日本国内において公道でのドーナツターンは器物損壊罪に問われる。